# 安氏小頜海龍
安氏小頜海龍（学名：Micrognathus andersonii），為輻鰭魚綱棘背魚目海龍魚科的其中一種，分布於印度太平洋區，包括東非、南非、日本、菲律賓、帛琉、新喀里多尼亞、澳洲、關島、印尼、東加、薩摩亞群島等海域，棲息深度可達10公尺，體長可達8.5公分，棲息在礁石平台、海藻床或潮池，卵胎生。